# Bandiera della Nuova Guinea Occidentale
La bandiera della Nuova Guinea Occidentale è la bandiera de facto della omonima regione indonesiana. È usata dagli indipendentisti papuani.

## Storia
Fu adottata de facto il 19 ottobre 1961, ma il governo olandese la riconobbe il 18 novembre dello stesso col decreto n. 362. Fu alzata per la prima volta dagli indipendentisti papuani il 1 dicembre 1961. Fu inizialmente abolita il 1 ottobre 1962, quando gli olandesi passarono il governo all'UNSF, ma sicuramente lo fu il 1 maggio 1963, con l'annessione all'Indonesia. Quando il 1 luglio 1971 nella Repubblica di Papua Occidentale iniziò dall'Organasi Papua Merdeka,  fu nuovamente adottata, ma fu proibita dagli indonesiani. Il 23 ottobre 2001, il parlamento indonesiano approvò lo status di autonomia per la provincia di Papua, e da allora il vessillo è divenuto legale.

## Colori e simboli
I colori della bandiera, secondo Nicolaas Jouwe, sono stati presi in prestito dalla bandiera nazionale olandese come espressione di gratitudine nei confronti dei Paesi Bassi per la protezione del popolo di Papua in tempi difficili. Il rosso simboleggia il coraggio e l'orgoglio mostrati dal popolo nei momenti difficili per difendere il paese dal dominio straniero; il blu simboleggia la fedeltà alla patria, ai principi e ai più alti ideali del paese, mentre il bianco simboleggia la pace, con i vicini e con il mondo. Le sei strisce bianche simboleggiano i sei distretti del paese, Ie sette azzurre invece i diversi popoli della Nuova Guinea.

### La stella
La stella simboleggiata è la Bintang Kejora (Stella del Mattino), che rappresenta la speranza e l'auspicio di un buon futuro.